# Roland Hanna
Roland Hanna (10. února 1932 Detroit – 13. listopadu 2002 Hackensack) byl americký jazzový klavírista a pedagog. Na klavír začal hrát ve svých jedenácti letech a po návratu z armády začal v roce 1953 studovat na Eastman School of Music a o dva roky později přešel na Juilliard School. V letech 1963–1966 vedl své vlastní trio a následně až do roku 1974 hrál v orchestru Thada Jonese a Mela Lewise. Během své kariéry spolupracoval s mnoha dalšími hudebníky, mezi které patří Charles Mingus, Sonny Stitt, Idris Muhammad, Elvin Jones, Kenny Burrell nebo Gene Ammons. Zemřel na srdeční virovou infekci ve svých sedmdesáti letech.